# Deep Space Network
Pour les articles homonymes, voir DSN.

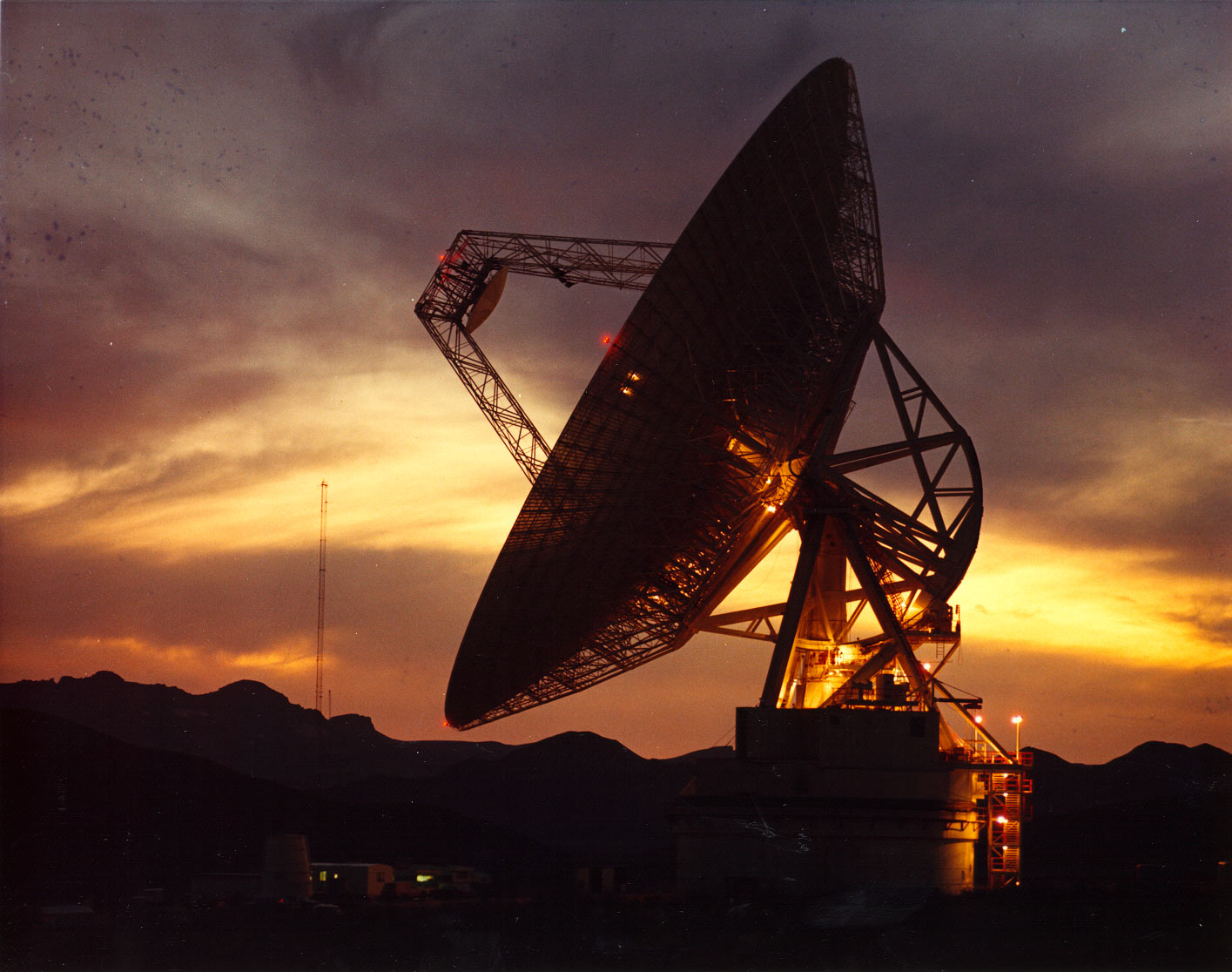
L'antenne de 70 m de diamètre, à Goldstone.

Le Deep Space Network (réseau de communications avec l'espace lointain) ou DSN est un réseau de trois stations terriennes équipées d'antennes paraboliques détenu par l'agence spatiale américaine, la NASA. Il est utilisé pour les communications avec ses sondes spatiales interplanétaires et dans le cadre de quelques missions en orbite autour de la Terre.
Le Deep Space Network est constitué d'un centre de contrôle situé au Jet Propulsion Laboratory et de trois stations terriennes gérées par le JPL et réparties sur la planète de manière à assurer une couverture permanente de l'ensemble du système solaire. Ces stations, qui disposent de réflecteurs parabolique de 70 m de diamètre, se situent en  Californie (Complexe Deep Space de Goldstone), près de Madrid en Espagne (Complexe Deep Space de Madrid) et  près de Canberra en Australie (Complexe Deep Space de Canberra). Le réseau est également utilisé par d'autres agences spatiales qui ne disposent pas de leur propre réseau d'antennes ou comme appoint dans le cadre d'accords inter-agences.  Le Deep Space Network permet également de localiser des corps célestes avec précision (notamment grâce à l'interférométrie à très longue base) et d'en étudier les propriétés dans un cadre scientifique.

## Historique

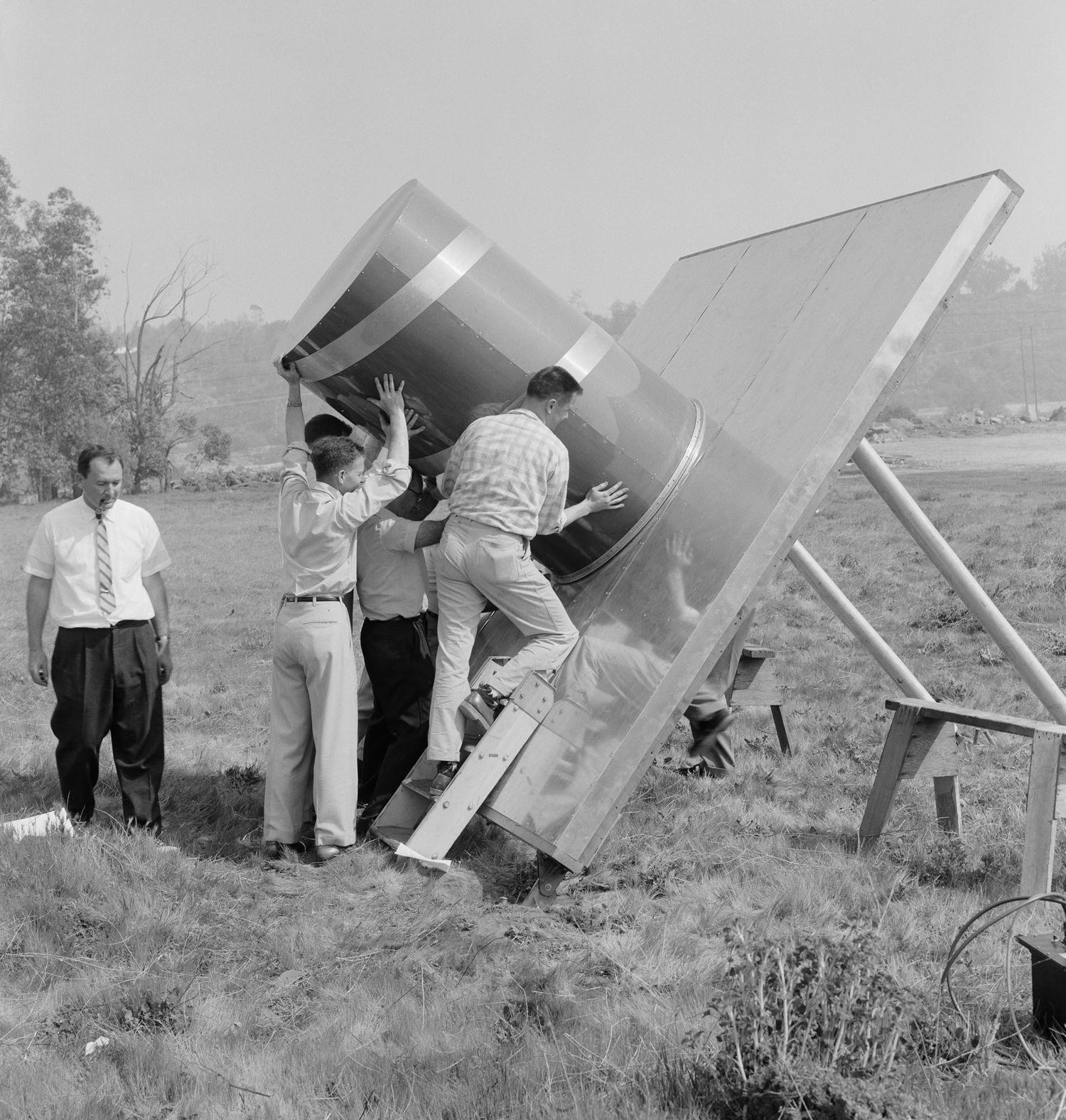
Une antenne Microlock est assemblée pour un test en mars 1956.

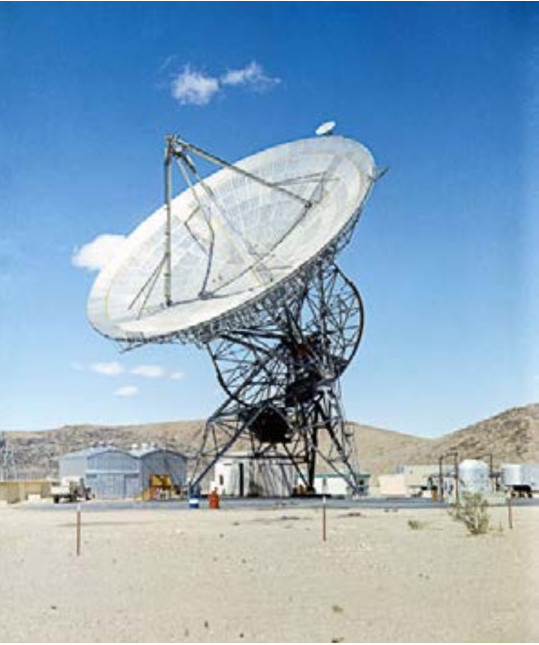
Première antenne parabolique de 26 mètres à Goldstone.

Les  premiers équipements de ce qui deviendra par la suite le Deep Space Network sont créées dès le début de l'ère spatiale dans la deuxième moitié de la décennie 1950. Le Jet Propulsion Laboratory (JPL) est à l'époque un laboratoire de recherche militaire installé à Pasadena (Californie) et rattaché au  California Institute of Technology (Caltech), une des plus prestigieuses universités américaines. Le JPL a développé depuis les années 1930 une forte expertise dans le domaine des fusées et a mis au point pour l'armée les missiles balistiques Caporal, utilisés durant la guerre de Corée puis la  fusée Sergent encore en cours de développement à l'époque.
Le JPL est sélectionné par le gouvernement américain pour développer  le premier satellite artificiel américain Explorer 1 placé en orbite le 31 janvier 1958. Pour pouvoir suivre et communiquer avec le satellite, il crée un premier réseau d'antennes mobiles, baptisé Microlock, relié à un centre de contrôle situé dans les locaux du JPL. Les stations Microlock sont  installées à Ibadan au Nigeria, à l'université de Malaisie à Singapour, à Cape Canaveral en Floride et à Earthquake Valley en Californie. Le centre de recherche crée également TRACE (Tracking and Communication Extraterrestrial) un réseau d'antennes destiné à suivre les premières missions interplanétaires avec une couverture toutefois limitée. Elles sont situées à Cape Canaveral, Mayagüez (Porto Rico) et Goldstone (Californie). Ce dernier site est sélectionné parce qu'il est relativement proche du JPL et qu'il se situe dans une cuvette qui le protège des interférences radio. Le centre de recherche y installe une antenne parabolique d'un  diamètre de 36 mètres l'une des plus importantes de l'époque. Pour améliorer la couverture des missions interplanétaires, le Jet Propulsion Laboratory propose en 1958 de construire deux stations, similaires à celle de Goldstone, au Nigeria et aux Philippines, mais à la suite d'une intervention d'un représentant du département de la Défense (nous sommes en pleine guerre froide), choisit finalement de créer ses stations en Australie et dans la péninsule Ibérique. Le JPL est intégré à l'agence spatiale de la NASA peu après la création de celle-ci le 1er octobre 1958. Le JPL baptise  son antenne de Goldstone Deep Space Station 11 ou DSS 11. Celle-ci assure le suivi de sa première mission interplanétaire, Pioneer 4, en mars 1959.
L'antenne de 26 mètres de Goldstone est inaugurée en 1969 et celle de Island Lagoon en Australie la même année. La troisième antenne, prévue initialement en Espagne, est finalement construite en 1961 à 70 kilomètres au nord de Johannesburg (Afrique du Sud). Ce réseau qui permet désormais une couverture complète pour les missions interplanétaires prend le nom de Deep Space Network (DSN) le 23 décembre 1963. Au milieu des années 1960 les besoins se mettent à dépasser les capacités des trois antennes. La NASA construit de nouvelles antennes à Tidbinbilla Valley près de Canberra (Australie) inaugurée en mars 1965, à Robledo de Chavela près de Madrid (Espagne) inaugurée en juillet 1965 et sur l'île de l'Ascension au milieu de l'Océan Atlantique (inaugurée en juin 1966). Ce réseau est largement utilisé par les missions du programme Apollo. Il prend en charge non seulement les communications avec  toutes les missions interplanétaires mais également avec les satellites terrestres dont l'altitude est supérieure à 16 000 km. Une nouvelle antenne de 60 mètres de diamètre (DSS 14) est inaugurée à Goldstone en mars 1966. Celle-ci jouera un rôle crucial pour les premiers missions vers Mars. La liaison entre les stations et le centre de contrôle situé au JPL est dès le départ assuré par des télex dont les données sont directement injectées dans des ordinateurs sans avoir à perforer de cartes (à l'époque le seul support pour saisir des données dans un ordinateur). Un système de liaison par micro-ondes est mis en place entre Goldstone et le JPL peu avant le lancement des premières sondes lunaires du programme Surveyor pour faire face au fort accroissement du volume de données anticipé. Le DSN est modifié pour permettre la couverture de plusieurs missions simultanées.
Dans la deuxième moitié de la décennie 1960 le DSN est complètement absorbé par les missions lunaires : programme Surveyor, missions du programme Lunar Orbiter puis  missions Apollo. Pour ce dernier programme, le Centre spatial Lyndon B. Johnson, qui gère le programme spatial habité de la NASA, dispose de son propre réseau de communications qui prend en charge la première partie des missions lorsque les vaisseaux sont encore relativement proches de la Terre. Au cours des années 1970, le JPL réorganise son réseau de stations en le simplifiant. Il cède la station située sur l'île de l'Ascension au centre de vol spatial Goddard en novembre 1969, démantèle sa station de Woomera et reprend en 1973 la station de Honeysuckle Creek près de Canberra utilisée jusque là par le centre de Houston. Il ferme sa station de Johannesburg en 1974. Deux antennes de 64 mètres de diamètre sont construites pour disposer de la même capacité qu'à Goldstone : la première (DSS 43), située à Tidbinbilla près de Canberra, devient opérationnelle  en avril 1973, la seconde (DSS 63) est inaugurée la même année à Robledo près de Madrid (Espagne). Les antennes de 26 mètres construites précédemment continuent d'être utilisées durant les premières phases de vol car les grandes antennes ne permettent de mesurer le mouvement angulaire lorsque la sonde spatiale est encore proche de la Terre.
Les missions martiennes du programme Mariner, qui ont lieu en 1969, sont les premières à démontrer la nécessité de disposer des antennes de grande taille en permettant d'obtenir plus rapidement des informations sur leur déroulement et de transférer en temps réel les photos et les données scientifiques recueillies. Entre 1961 et 1974 le réseau est utilisé non seulement par les missions développées par le JPL (Programme Surveyor, programme Mariner) mais également par les missions interplanétaires du centre de recherche Ames (programme Pioneer), le centre de recherche Langley (programme Lunar Orbiter) et le centre de Houston (Programme Apollo). Il est également utilisé pour les communications avec des engins spatiaux japonais, russes, indiens et européens. Au milieu des années 1970 le réseau DSN joue un rôle centra dans le succès du programme Viking qui constitue un  défi de taille car il faut communiquer simultanément avec deux orbiteurs et deux atterrisseurs martiens. Le Deep Space Network joue également un rôle central dans le déroulement de la mission Helios 1 lancée en 1974 et qui s'achève en 1986.
Entre 1968 et 1980 trois antennes de 26 mètres sont remplacées par des antennes de 34 mètres ce qui permet d'accroitre leur portée et de d'utiliser de nouvelles fréquences. Ces nouvelles antennes sont inaugurées en 1984 (Goldstone et Canberra) et 1987 (Madrid). En 1981 l'antenne DSS 11 de Goldstone est retirée du service. L'antenne qui a joué un rôle pivot pour de nombreuses missions remarquables (Pioneer, Mariner, Lunar Surveyor et Voyager) est promu monument historique national le 27 décembre 1985 en reconnaissance du rôle joué dans ces missions d'exploration du système solaire. Au cours de la décennie 1980, après des débats suscités principalement par le cout de l'opération, la NASA décide de moderniser ses trois plus grandes antennes paraboliques en faisant passer leur diamètre de 64 à 70 mètres. Cette mise à niveau qui s'étale sur 5 ans est achevée en mai 1988.
Le Deep Space Network est de plus en plus sollicité par des missions menées par d'autres pays. Jusque là la contribution du DSN se faisant dans un cadre informel mais en 1991 une directive est émise pour encadrer les demandes d'utilisation émanant d'autres pays. Au cours de la décennie 1980 la NASA reconfigure son réseau de stations de télécommunications avec notamment comme objectif de réduire son cout. Certaines stations de télécommunications gérées jusque là par le centre de vol spatial Goddard sont cédées au Deep Space Network pour accroitre la couverture de celui-ci. À la fin des années 1990 le JPL construit sur chacun de ses sites de nouvelles antennes de 34 mètres de diamètre qui viennent remplacer les antennes les plus anciennes. Les antennes sont également désormais utilisées pour observer le rayonnement électromagnétique naturel émanant d'étoiles, de nuages de poussière et de Jupiter. Le Deep Space Network reste aujourd'hui le plus important des réseaux de stations de télécommunications utilisé pour communiquer avec les  sondes spatiales.

## Installations

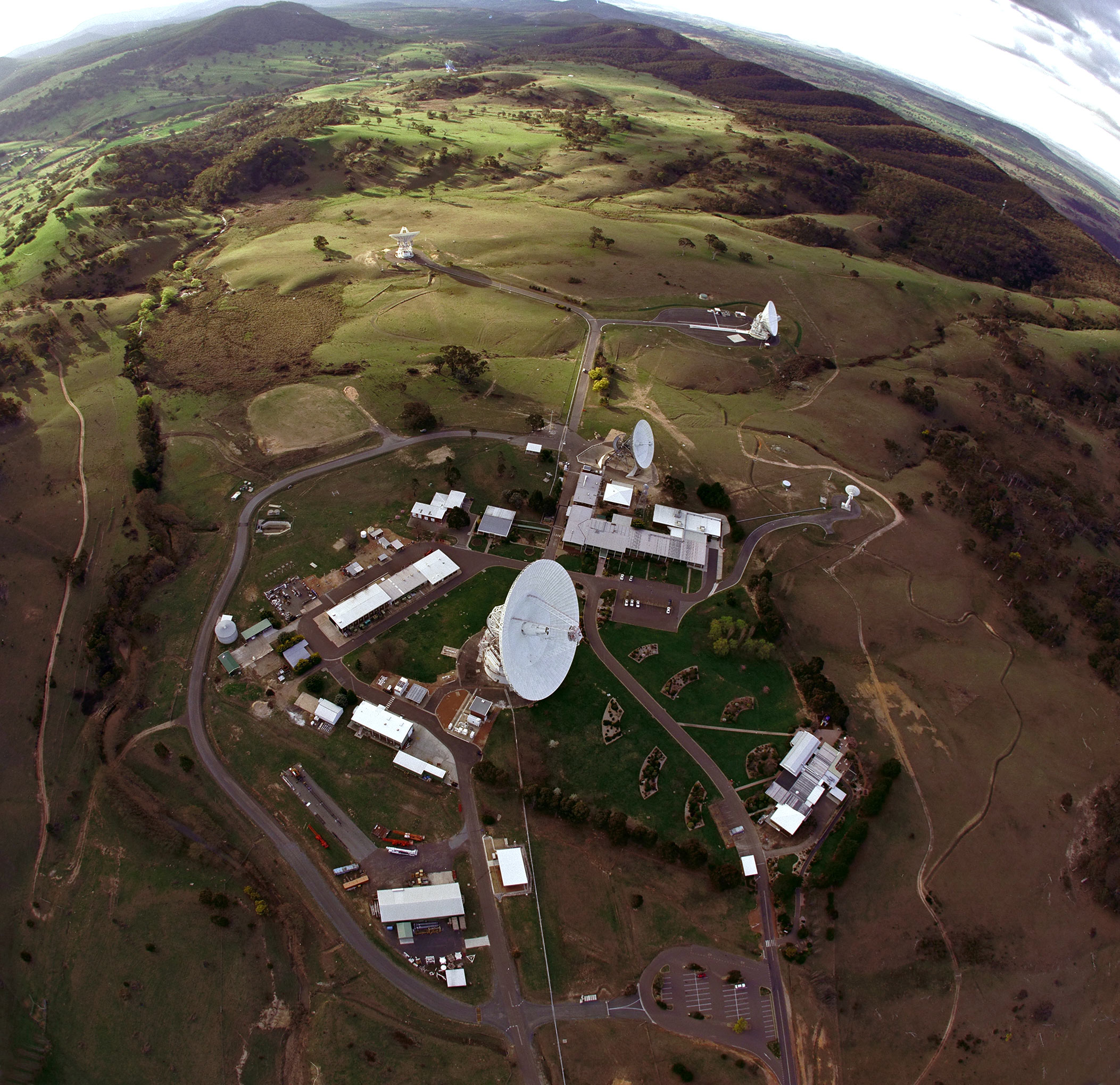
Vue aérienne du complexe Deep Space de Canberra.

Le réseau Deep Space est composé d'installations situés sur trois sites distincts :
- dans le désert des Mojaves en Californie : le complexe Deep Space de Goldstone,
- à Robledo de Chavela, près de Madrid en Espagne : le Complexe Deep Space de Madrid,
- à Tidbinbilla (en), près de Canberra en Australie : le Complexe Deep Space de Canberra.

Ces trois sites sont espacés d'environ 120° en longitude afin d'assurer des liaisons ininterrompues avec les sondes spatiales malgré la rotation de la Terre. Compte tenu des distances en jeu, une sonde spatiale vue d'un point fixe sur Terre se déplace en effet dans le ciel comme un corps céleste : il se lève à l'Est et se couche à l'Ouest 7 h à 14 h plus tard. Avec la répartition des antennes adoptées, la transmission est maintenue en transférant la liaison radio  d'une station à l'autre.
Chaque complexe contient au minimum 4 stations, chacune d'entre elles contenant plusieurs antennes paraboliques. Plus précisément, dans chaque complexe, on trouvera plusieurs antennes de 34 mètres de diamètre, une de 26 mètres, une de 11 mètres et une de 70 mètres. Un centre de traitement du signal centralisé (signal processing center, SPC) contrôle à distance celles de 34 m et de 70 m, génère et transmet les commandes pour les sondes spatiales, reçoit et traite la télémétrie. Les antennes d'un même complexe peuvent travailler en réseau, ou même avec d'autres antennes en dehors du réseau Deep Space (par exemple, l'antenne de 70 mètres de Canberra peut être mise en réseau avec le radio télescope de l'Observatoire de Parkes en Australie, et l'antenne de 70 m de Goldstone peut être en réseau avec le Very Large Array au Nouveau-Mexique).
| Goldstone Deep Space Communications Complex Robledo Canberra |

Localisation des stations de contrôle du Deep Space Network

## Utilisations

Les engins spatiaux à partir du moment où ils se situent à plus de 30000 km de la Terre sont toujours à portée des antennes d'une des trois stations du réseau de la NASA.

Le réseau Deep Space est un moyen de communication bidirectionnel : la liaison montante (uplink) est utilisée pour envoyer des commandes, et la liaison descendante (downlink) sert pour la télémétrie. Mais le réseau Deep Space ne se limite pas à la seule fonction de communication  :
- Télémétrie : réception des signaux envoyés par les sondes spatiales. Cela se fait en trois étapes : réception, conditionnement de données puis transmission vers des lieux de traitement.
- Envoi de commandes : contrôle à distance de l'activité des sondes spatiales.
- Tracking radiométrique[5] : communication uni ou bi-directionnelle entre station et sonde pour faire des mesures permettant de déduire la position et la vitesse du mobile. La mesure de distance est basée sur la mesure du temps aller-retour et la vitesse se déduit de l'effet Doppler.
- Interférométrie à très longue base (VLBI)[6] : le but est de connaître avec précision la position d'un objet fixe dans le ciel, comme les quasars, les galaxies ou les étoiles lointaines. La localisation d'une sonde spatiale pourra ensuite se faire par rapport à cet objet plutôt que par rapport à la Terre : cela permet de réduire les incertitudes liées à la rotation de la Terre et aux dégradations du signal sur le trajet. Cette technique de localisation est très utilisée et est appelée Delta Differential One-way Ranging ou Delta VLBI[5].
- Radio Science : il s'agit d'obtenir des informations scientifiques à partir de la propagation de l'onde radio entre la Terre et la sonde. Lorsque le signal passe à proximité d'un corps céleste, il va être perturbé et les scientifiques peuvent en déduire des propriétés comme la taille de l'objet, sa masse, la densité de son éventuelle atmosphère. On peut aussi caractériser des anneaux planétaires, la couronne solaire ou des plasmas interplanétaires. La gravité peut aussi être étudiée grâce à ce lien radio : quand la sonde passe à proximité d'un objet massif, le trajet de l'onde radio est modifié selon les lois de la relativité générale.
- Radioastronomie : étudier les ondes radio émises par des corps célestes pour en déduire des propriétés sur la composition ou sur les processus physiques.
- Radar-astronomie : envoyer un signal le plus puissant possible et étudier le signal réfléchi.
- Contrôle et monitorage : envoi des données en temps réel aux utilisateurs et aux opérateurs du réseau Deep Space.

## Fréquences
Les bandes de fréquences utilisées pour les communications entre la Terre et les sondes spatiales sont la bande S, la bande X et plus récemment la bande Ka. L'Union internationale des télécommunications impose des plages de fréquences normalisées qui sont présentées dans le tableau ci-dessous. Les fréquences sont données en GHz, Liaison montante désigne le lien Terre vers espace et Liaison descendante désigne espace vers Terre. On distingue les communications dites proches pour des distances inférieures à 2 millions de kilomètres, de celles dites lointaines.
|          | Liaison montante (> 2 millions de km) | Liaison descendante (> 2 millions de km) | Liaison montante (< 2 millions de km) | Liaison descendante (< 2 millions de km) |
| -------- | ------------------------------------- | ---------------------------------------- | ------------------------------------- | ---------------------------------------- |
| Bande S  | 2,110 - 2,120                         | 2,290 - 2,300                            | 2,025 - 2,110                         | 2,200 - 2,290                            |
| Bande X  | 7,145 - 7,190                         | 8,400 - 8,450                            | 7,190 - 7,235                         | 8,450 - 8,500                            |
| Bande Ka | 34,200 - 34,700                       | 31,800 - 32,300                          |                                       |                                          |

Dans les années 1990, l'utilisation de la bande Ka sur les antennes de 70 mètres est démontrée en R&D. La mise en place de l'uplink en bande X date de juin 2000 sur ces mêmes antennes.
En 2008, les antennes de 70 mètres ont été dotées d'un émetteur / récepteur en bande Ka.

## Les antennes
À l'heure actuelle, toutes les antennes du réseau Deep Space sont de type Cassegrain. Elles diffèrent par leur monture, leur diamètre, les fréquences dans lesquelles elles sont capables d'émettre et de recevoir, et de manière générale par les technologies mises en œuvre qui donneront différentes valeurs de gain et de température équivalente de bruit.

### Vue d'ensemble: performances
|                    | Puissance émission | Gain (émission) | G/T (réception) |
| ------------------ | ------------------ | --------------- | --------------- |
| 26 m bande S,      | 200 W à 20 kW      | 52,5 dB         | 31,8 dB [1/K]   |
| 34 m HEF bande S,  | pas d'uplink       | 56,0 dB         | 40,2 dB [1/K]   |
| 34 m HEF bande X,  | 200 W à 20 kW      | 68,3 dB         | 54,0 dB [1/K]   |
| 34 m BWG bande S,  | 200 W à 20 kW      | 56,7 dB         | 41,0 dB [1/K]   |
| 34 m BWG bande X,  | 200 W à 20 kW      | 68,4 dB         | 55,4 dB [1/K]   |
| 34 m BWG bande Ka, | 50 W à 800 W       | 79,0 dB         | 65,7 dB [1/K]   |
| 70 m bande S,      | 200 W à 400 kW     | 63,5 dB         | 51,0 dB [1/K]   |
| 70 m bande X,      | 200 W à 20 kW      | 74,6 dB         | 62,8 dB [1/K]   |

- Les performances du tableau ci-dessus sont donnés pour l'une des antennes de chaque type ; pour chaque type, les performances des autres antennes du réseau (dans les autres complexes) varient légèrement[9].
- Le gain est donné sans prendre en compte l'atmosphère et le facteur de mérite G/T est mesuré à un angle d'élévation de 45 degrés dans des conditions de ciel clair. Des corrections sont donc à apporter pour obtenir les valeurs à l'élévation et dans les conditions météorologiques voulues[14].

Le gain est mesuré à une certaine fréquence centrale {\displaystyle f_{0}} (ici la fréquence la plus basse de la bande, le gain à des fréquences plus élevées (resp. plus basses) devra être augmenté (resp. réduit) de {\displaystyle 20\log(f/f_{0})}. La même remarque est valable pour le G/T.

### Antenne de34mà haute efficacité (HEF)
L'antenne de 34 m à haute efficacité (HEF), a été introduite au milieu des années 1980, avec comme cahier des charges une réception ou émission sur les bande S et bande X simultanément. Sa première utilisation remonte à 1986 sur la mission Voyager 2 à destination de Saturne. Malgré son nom, l'efficacité de cette antenne est comparable à celle des autres antennes aujourd'hui en fonctionnement, mais comme elle a été conçue alors que des antennes de moindre efficacité étaient encore opérationnelles, le nom a été retenu. Elle utilise une monture de type azimut-élévation, opérant des rotations à la vitesse de 0.4 degrés par seconde. Les avancées technologiques apportées par cette antenne sont le cornet double-bande ne nécessitant pas de miroir dichroïque (coûteux en termes de pertes), et un procédé de fabrication des surfaces amélioré permettant d'augmenter l'efficacité.
Concernant les surfaces, la forme du réflecteur secondaire n'est plus un parfait hyperboloïde. Il est déformé (cette technique s'appelle le shaping) de telle sorte que l'illumination y soit plus uniforme. Un corollaire indésirable est que la distribution de phase sur l'hyperboloïde n'est plus uniforme. On corrige cela en modifiant aussi la surface du paraboloïde, d'où finalement une distribution uniforme en amplitude et phase. L'antenne HEF est la première du réseau Deep Space à utiliser le shaping des surfaces.
Pour ces opérations, le système global a été optimisé pour fonctionner en bande X, au détriment des performances en bande S.
Deux chemins sont prévus, selon que l'antenne fonctionne simultanément avec les polarisations circulaires droite et gauche, ou uniquement avec l'une d'entre elles. La première configuration utilise un duplexeur et présente une température de bruit supérieure. Par ailleurs, deux amplificateurs faible bruit sont installés, l'un de type MASER à rubis et l'autre de type à base de transistor HEMT.

### Antenne de34mà guide d'ondes (BWG)

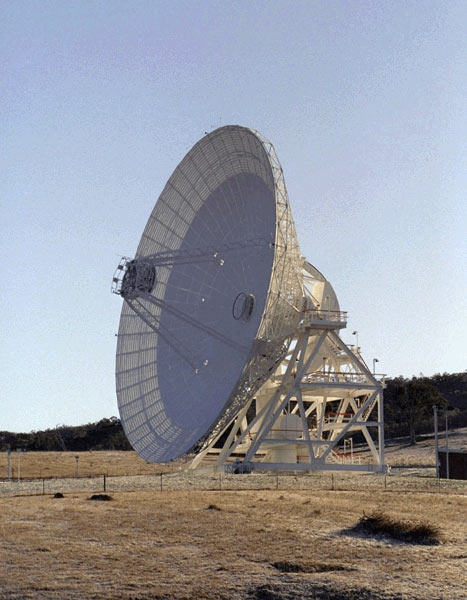
L'antenne de 34 m BWG, dans le complexe de Madrid

L'antenne de 34 m BWG Beam Wave Guide,  est la dernière conception en date pour le réseau Deep Space. Elle reprend les principales caractéristiques de l'antenne HEF. Le cornet est par contre délocalisé du point focal de l'hyperboloïde vers une salle en sous-sol ; l'onde est alors guidée par des miroirs d'environ 2,5 mètres de diamètre. L'avantage principal est que le refroidissement cryogénique est largement facilité puisqu'il n'a plus besoin d'être placé sur l'antenne elle-même. Il en va de même pour la maintenance. D'autre part, la pluie ne peut plus tomber dans le cornet, ce qui pouvait dégrader les performances. Cette nouvelle architecture a été l'occasion d'ajouter l'émission / réception en bande Ka : le procédé de fabrication des surfaces est suffisamment maîtrisé pour garantir la précision nécessaire.

## Modulations
L'organisation chargée de proposer les modulations utilisées dans les missions spatiales est le Consultative Committee for Space Data Systems. À l'heure actuelle, les modulations utilisées pour une communication Terre - sonde à faible et moyen débits (inférieur à 2 Mb/s) sont des modulations de phase à deux ou quatre états (BPSK, QPSK ou OQPSK). Le signal peut contenir ou non une porteuse résiduelle.
Pour des communications à haut débit (supérieur à 2 Mb/s), l'une des modulations préconisées est le Gaussian Minimum Shift Keying (GMSK).

## Débits
Pour une configuration (sonde spatiale, antenne terrestre) donnée, le débit atteignable lors d'une communication entre la Terre et la sonde dépend notamment de la distance Terre - Sonde (via les pertes en espace libre, voir l'équation des télécommunications), de la fréquence utilisée, de la modulation, du codage correcteur et des conditions météorologiques. À titre d'exemple, le débit pour les communications en bande X, liaison downlink (télémétrie), entre Mars Reconnaissance Orbiter et une antenne de 34 m du réseau Deep Space peut atteindre 5.2 Mb/s.

## Développements futurs
Le futur du réseau Deep Space n'est pas dans l'augmentation du diamètre des antennes, mais plutôt dans la mise en réseau d'antennes de diamètre plus petit. En revanche, l'augmentation de la fréquence est toujours d'actualité.

### Mise en réseau
Il est question, en 2005, pour le futur du réseau Deep Space de mettre en place trois sites de 400 antennes de 12 m de diamètre en bande X et bande Ka. Le but visé est d'obtenir un facteur de mérite équivalent dix fois supérieur à celui des antennes de 70 m actuelles mises en réseau.

### Communications optiques
L'autre possibilité pour augmenter le débit est d'avoir recours à des fréquences plus élevées. Le passage de la bande S à la bande X, puis l'actuel passage de la bande X vers la bande Ka en sont des exemples. La prochaine étape envisagée est de faire un saut jusque dans les fréquences optiques (soit, par rapport à la bande Ka, des fréquences environ 10 000 fois supérieures pour une longueur d'onde de 1 {\displaystyle \mu }m).
Outre l'augmentation du débit liée à la montée en fréquence, les longueurs d'onde optiques offrent une diffraction bien moindre que celles utilisées jusqu'à présent : le faisceau s'étale moins et l'on récupère donc mieux l'énergie (pour un faisceau gaussien, le faisceau diverge comme un cône d'angle total {\displaystyle 2\lambda /\pi w_{0}} avec {\displaystyle w_{0}} la largeur à l'origine).
Les pertes atmosphériques sont le résultat à la fois du blocage par les nuages et de l'absorption par les molécules. Si le second phénomène amène une atténuation à peu près constante en condition de ciel clair (il ne dépend que de la répartition des molécules dans la composition totale), le premier est sujet à des changements et peut même couper complètement la transmission. Pour s'affranchir de ces pertes atmosphériques, il a été envisagé de placer des lasers en orbite pour communiquer avec les sondes spatiales. Cependant, cette technique n'était pas financièrement compétitive face à un ensemble de stations redondantes au sol assurant une diversité par rapport à la couverture nuageuse. De nombreuses questions sont encore à l'étude, comme la sensibilité des récepteurs, la puissance des lasers, la précision de pointage, les modulations et codes correcteurs adaptés, les protocoles pour retransmettre en cas de blocage du signal ou la sécurité liée aux lasers.

## Alternative européenne
L'Agence spatiale européenne dispose de son propre réseau ESTRACK qui comprend pour les télécommunications avec ses sondes spatiales et missions scientifiques lointaines trois antennes de 35 m de diamètre  : New Norcia en Australie depuis 2002, Cebreros en Espagne depuis 2005  et Malargue en Argentine inaugurée en 2013. Ces antennes espacées de 120° permettent d'assurer une communication avec une sonde spatiale 24h/24. L'Agence spatiale européenne utilise ponctuellement les antennes du réseau Deep Space et prête main-forte si nécessaire au Deep Space Network.